# 第1次中曽根内閣
第1次中曽根内閣（だいいちじなかそねないかく）は、行政管理庁長官、衆議院議員及び自由民主党総裁の中曽根康弘が第71代内閣総理大臣に任命され、1982年（昭和57年）11月27日から1983年（昭和58年）12月27日まで続いた日本の内閣。

## 概要
自由民主党単独内閣。中曽根は事実上、ロッキード事件の被告人として糾弾されていた田中角栄の後押しで政権を握った。内閣の大番頭である官房長官は総裁派閥からというのが従来からの慣例だったが、その官房長官の椅子に田中派の後藤田正晴をすえ、ロッキード裁判に批判的な立場の秦野章をわざわざ法務大臣に起用したことは各界に衝撃を与えた。社会民主連合の楢崎弥之助などは「中曽根内閣の上に田の字を付けて、田中曽根内閣」と皮肉った。前代、前々代の大平内閣、鈴木善幸内閣は「角影内閣」と呼ばれていたが、田中の影響が更に増したという意味で「直角内閣」とも呼ばれた。
1983年（昭和58年）、中曽根が訪韓。この後、ロッキード事件の裁判において田中に実刑判決が出た、同年12月の第37回衆議院議員総選挙において自民党は議席を減らす結果となった。この選挙では瀬戸山三男文部大臣、大野明労働大臣、谷川和穂防衛庁長官の現職3閣僚が落選している。
同年1月、都市再開発促進の規制緩和策であるアーバンルネッサンス計画を立ち上げ、都心部（特に東京23区内）の容積率を大幅に緩和した。これは後の地価高騰をもたらす根源的な要因となりバブル景気への道筋を作っていくことになった。

## 閣僚
| 職名                          | 氏名       | 氏名 | 出身等                                 | 特命事項等         | 備考                               |
| ----------------------------- | ---------- | ---- | -------------------------------------- | ------------------ | ---------------------------------- |
| 内閣総理大臣                  | 中曽根康弘 |      | 衆議院 自由民主党 （中曽根派）         |                    | 自由民主党総裁 横滑り              |
| 法務大臣                      | 秦野章     |      | 参議院 自由民主党 （無派閥）           |                    | 初入閣                             |
| 外務大臣                      | 安倍晋太郎 |      | 衆議院 自由民主党 （福田派）           |                    | 再入閣                             |
| 大蔵大臣                      | 竹下登     |      | 衆議院 自由民主党 （田中派）           |                    | 再入閣                             |
| 文部大臣                      | 瀬戸山三男 |      | （衆議院→） 民間 自由民主党 （福田派） |                    | 再入閣                             |
| 厚生大臣                      | 林義郎     |      | 衆議院 自由民主党 （田中派）           |                    | 初入閣                             |
| 農林水産大臣                  | 金子岩三   |      | （衆議院→） 民間 自由民主党 （鈴木派） |                    | 再入閣                             |
| 通商産業大臣                  | 山中貞則   |      | 衆議院 自由民主党 （中曽根派）         |                    | 再入閣 1983年（昭和58年）6月10日免 |
| 通商産業大臣                  | 宇野宗佑   |      | 衆議院 自由民主党 （中曽根派）         |                    | 再入閣 1983年（昭和58年）6月10日任 |
| 運輸大臣                      | 長谷川峻   |      | 衆議院 自由民主党 （中川G）            |                    | 再入閣                             |
| 郵政大臣                      | 檜垣徳太郎 |      | 参議院 自由民主党 （中曽根派）         |                    | 初入閣                             |
| 労働大臣                      | 大野明     |      | （衆議院→） 民間 自由民主党 （無派閥） |                    | 初入閣                             |
| 建設大臣                      | 内海英男   |      | 衆議院 自由民主党 （田中派）           |                    | 初入閣                             |
| 自治大臣 国家公安委員会委員長 | 山本幸雄   |      | 衆議院 自由民主党 （田中派）           |                    | 初入閣                             |
| 内閣官房長官                  | 後藤田正晴 |      | 衆議院 自由民主党 （田中派）           |                    | 再入閣                             |
| 総理府総務長官 沖縄開発庁長官 | 丹羽兵助   |      | 衆議院 自由民主党 （河本派）           |                    | 再入閣                             |
| 行政管理庁長官                | 斎藤邦吉   |      | 衆議院 自由民主党 （鈴木派）           |                    | 再入閣                             |
| 北海道開発庁長官 国土庁長官   | 加藤六月   |      | 衆議院 自由民主党 （福田派）           |                    | 初入閣                             |
| 防衛庁長官                    | 谷川和穂   |      | （衆議院→） 民間 自由民主党 （河本派） |                    | 初入閣                             |
| 経済企画庁長官                | 塩崎潤     |      | 衆議院 自由民主党 （鈴木派）           |                    | 初入閣                             |
| 科学技術庁長官                | 安田隆明   |      | 参議院 自由民主党 （鈴木派）           | 原子力委員会委員長 | 初入閣                             |
| 環境庁長官                    | 梶木又三   |      | 参議院 自由民主党 （田中派）           |                    | 初入閣                             |

## 内閣官房副長官・総理府総務副長官等
- 内閣法制局長官 - 角田礼次郎 / 茂串俊：1983年（昭和58年）7月8日 -
- 内閣官房副長官（政務） - 藤波孝生
- 内閣官房副長官（事務） - 藤森昭一
- 総理府総務副長官（政務） - 深谷隆司
- 総理府総務副長官（事務） - 山地進

## 政務次官
1982年（昭和57年）11月30日任命。
- 法務政務次官 - 円山雅也 /名尾良孝:1983年（昭和58年）7月12日 -
- 外務政務次官 - 石川要三
- 大蔵政務次官 - 塚原俊平・遠藤政夫
- 文部政務次官 - 大塚雄司
- 厚生政務次官 - 稲垣実男
- 農林水産政務次官

楢橋進
鈴木正一 /田代由紀男:1983年（昭和58年）7月12日 -
- 通商産業政務次官 - 渡辺秀央・前田勲男
- 運輸政務次官 - 関谷勝嗣
- 郵政政務次官 - 戸井田三郎
- 労働政務次官 - 愛知和男
- 建設政務次官 – 中村喜四郎
- 自治政務次官 - 佐野嘉吉
- 行政管理政務次官 - 菊池福治郎
- 北海道開発政務次官 - 岩本政光
- 防衛政務次官 - 林大幹
- 経済企画政務次官 - 辻英雄
- 科学技術政務次官 - 岩上二郎
- 環境政務次官 – 福島譲二
- 沖縄開発政務次官 - 松尾官平
- 国土政務次官 - 玉生孝久